# Bonneuil-Matours
Bonneuil-Matours – miejscowość i gmina we Francji, w regionie Nowa Akwitania, w departamencie Vienne.
Według danych na rok 1990 gminę zamieszkiwały 1642 osoby, a gęstość zaludnienia wynosiła 38 osób/km² (wśród 1467 gmin regionu Poitou-Charentes Bonneuil-Matours plasuje się na 170. miejscu pod względem liczby ludności, natomiast pod względem powierzchni na miejscu 61.).